# Raión de Novi Kodak
Raión de Novi Kodak (en ucraniano: Новокодацький район) es un raión o distrito urbano de Ucrania, en la ciudad de Dnipró. 
Comprende una superficie de 89 km².

## Demografía
Según estimación 2010 contaba con una población total de 161026 habitantes.